# Basilika St. Josef (Elmina)

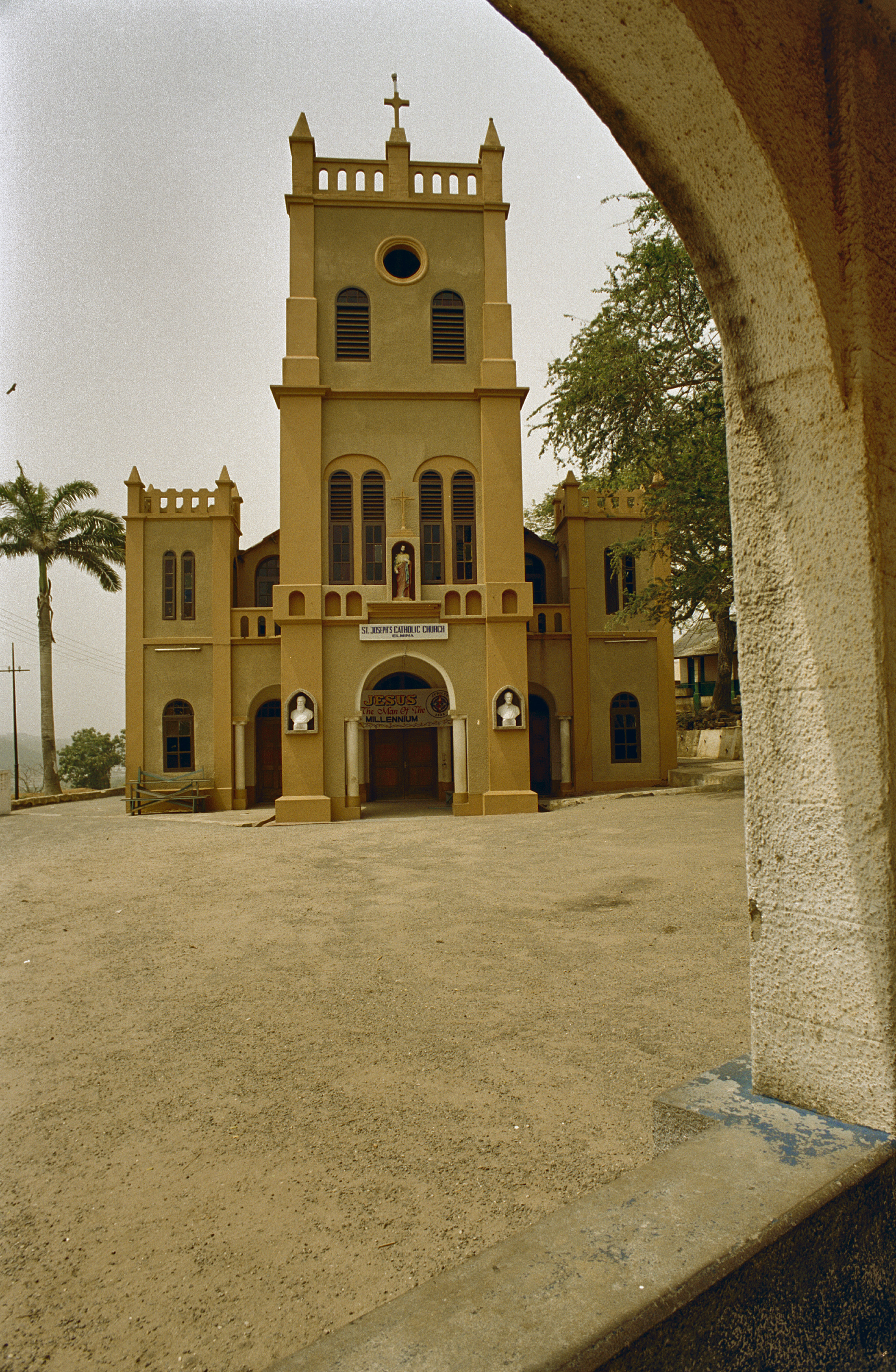
Fassade der Basilika

Die Basilika St. Josef ist eine römisch-katholische Kirche in Elmina, einer Küstenstadt in der Central Region in Ghana. Die Kirche des Erzbistums Cape Coast wurde nach Josef von Nazaret benannt und trägt den Titel einer Basilica minor.

## Geschichte
Nach langer niederländischer Kolonialherrschaft über Elmani, die eine katholische Betreuung des ehemals portugiesischen Gebiets verhinderte, wurde die Kolonie 1872 an die Briten übergeben. Nach Niederschlagung der Unabhängigkeitskämpfe des Aschantireich wurde der Ort weiter nordwärts unter Verlust seiner vorherigen Bedeutung wieder aufgebaut. Nach Vorarbeiten in den 1870er Jahren und der Schaffung der Apostolischen Präfektur Goldküste 1879 wurde 1880 in Elmina durch die Gesellschaft der Afrikamissionen mit den Patern August Moreau und Eugene Murat eine Niederlassung nur wenige hundert Meter nördlich von Fort São Jorge da Mina gegründet. Noch im gleichen Jahr konnte die erste Taufe gefeiert werden. Mit dem Wachstum der Mission konnte 1883 durch die Missionary Sisters of Our Lady of Apostles eine Schule eröffnet werden.
Ende 1890 wurde die heutige Basilika als erste katholische Kirche in Ghana errichtet. Der quadratische Kirchturm über dem Eingang wurde mit drei Etagen gebaut. 2007 erhielt die Kirche durch Papst Benedikt XVI. den Rang einer Basilica minor verliehen.